# Ana Canum
Ana Canum (em persa: آنا خانم‎‎; romaniz.: Anna Khanum; m. 9 de setembro de 1647) foi rainha consorte do Império Safávida como esposa do xá Safi (r. 1629–1642). Ela era mãe do sucessor de seu marido, Abas II (r. 1642–1666).

## Vida

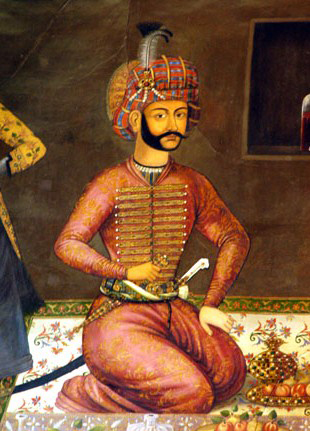
r.

Ana foi de origem circassiana. Ela casou-se com o xá Safi, filho de Maomé Baquir Mirza, filho mais velho de Abas I (r. 1588–1629), e dessa união nasceu Abas II (r. 1642–1666). Com a morte de Safi em 1642, Abas ascendeu ao trono. Triunvirato formado por Saru Taci, Maomé Ali Cã e Jani Cã Xamlu trabalhou em aliança com Ana e controlou a corte nos primeiros três anos do reinado de Abas. Saru Taci manteve sua posição como grão-vizir. Ana Canum foi sua aliada e aquele que consolidou o poder dentro de sua facção. Jean Chardin, um viajante e joalheiro francês, percebeu a amizade e colaboração deles em seu discurso após a ascensão de Abas ao trono em 1645. Ele disse o seguinte sobre eles:
| “ | O poder das mães dos reis persas parece grande quando eles são jovens. A mãe de Abas tem muita influência, que era absoluta. Ela esteve em íntimo contato com o primeiro ministro e eles ajudaram-se. Saru Taci foi o agende e confidente da rainha-mãe; ele manteria imensas fortunas para ela. Ela governou a Pérsia a sua vontade através de seu ministro. | ” |

Saru Taci foi assassinado por Jani Cã, provavelmente com consentimento de Abas que estava tentando ganhar independência de sua mãe os aliados escravos dela. Ana ficou extremamente irritada com Jani e ela enviou um de seus principais eunucos, provavelmente o mais velho, ao harém de Jani para pedir-lhe explicações por suas ações. Ele respondeu rudemente chamando Saru de cachorro e ladrão e então insultou pessoalmente Ana. Após o evento, Jani foi traído pelo copeiro real, Safi Coli Begue (filho de Amir Begue Armani), que temia que o objetivo final da conspiração era derrubar o xá. Mas a real inspiração por trás desse ato foi a vingança de Ana. Jani foi assassinado quatro dias após executar Saru.
Ana é conhecido por ter financiado a construção de uma mesquita e escola no subúrbio de Abasabade da capital rea de Ispaã. Ela faleceu em 9 de setembro de 1647.